# Schachtbohrverfahren
Als Schachtbohrverfahren bezeichnet man Verfahren, mit denen Schächte durch Bohren unter Zuhilfenahme unterschiedlicher Maschinen erstellt werden. Die verschiedenen Schachtbohrverfahren wurden aus Bohrverfahren mit kleineren Durchmessern entwickelt.

## Geschichte
Der erste mittels Schachtbohrverfahren erstellte Schacht wurde bereits im Jahr 1824 durch den Berggeschworenen Heyn in Bochum erstellt. Allerdings handelte es sich bei diesem Schacht um ein 47 Zentimeter weites, befahrbares Bohrloch. In den 1840er Jahren ließ der Ingenieur Kindermann mehrere befahrbare Bohrlöcher mit einem Durchmesser von bis zu 0,94 Metern erstellen. Der Major Honigmann verbesserte das Verfahren von Kindermann. Im Jahr 1844 griff der französische Ingenieur Charles Combes das Verfahren von Kindermann wieder auf und regte an, Schächte im Bohrverfahren zu erstellen. In den Jahren 1846 bis 1853 ließ Major Honigmann drei Wetterschächte mit einem Durchmesser von 0,62 bis 0,86 Metern mittels des verbesserten Kindermannschen Bohrverfahrens erstellen. Der französische Ingenieur Mulot, der sich bereits vor Kindermann mit dem Bohren von Schächten befasst hatte, ließ im Jahr 1844 im Distrikt Pas-de-Calais einen Schacht mit einem Durchmesser von 3,5 Metern erbohren. Ab dem Jahr 1849 entwickelte der deutsche Ingenieur Carl Gotthelf Kind, später zusammen mit dem Ingenieur Chaudron, ein Schachtbohrverfahren für festes Gebirge. Dieses Kind-Chaudron-Verfahren wurde im 19. Jahrhundert sehr oft verwendet. Im Jahr 1896 wurde das von dem Bergwerksbesitzer Friedrich Honigmann in Aachen entwickelte, Honigmann-Verfahren erstmals angewendet. Im Jahr 1977 wurde im Saarland erstmals ein Schacht mit einem Durchmesser von sieben Metern durch Schachtbohrverfahren erstellt. In den 1980er Jahren wurden weltweit weitere Schachtbohrverfahren entwickelt.

## Grundlagen
Wenn Schächte in wasserreichem Gebirge erstellt werden, kommt es oftmals zu Problemen mit dem in den Schacht laufenden Wasser. Insbesondere wenn die Wasserhaltung zu kostspielig und zu umfangreich ist, ist es besser, Schächte zu bohren als konventionell abzuteufen. Aber auch in Gebieten mit Schwimmsandschichten und Gebirgsstörungen haben sich die Schachtbohrverfahren bewährt. Auch zur Erstellung von Schächten mit kleinerem Durchmesser, für die konventionelle Verfahren nicht geeignet sind, können Schachtbohrverfahren verwendet werden. Welches Verfahren angewendet wird, ist in erster Linie von der Bohrbarkeit des jeweiligen Gesteins abhängig. Dabei ist jedoch nicht jedes Verfahren für jedes Gebirge geeignet. Bei relativ geringem Personalbedarf gegenüber dem konventionellen Schachtteufverfahren und einem geringeren Unfallrisiko kann beim Schachtbohren das Gestein kontinuierlich gelöst und abgefördert werden. Durch verbesserte Maschinen und Antriebe und verbesserte Bohrtechniken können jede Art von Gebirge und Gestein durchörtert werden.

## Die Verfahren
Die Gesteinszerstörung erfolgt bei den jeweiligen Bohrverfahren durch vier unterschiedliche Arten des Energieeintrags. Es gibt stoßende, schlagende, drehschlagende und drehende Bohrverfahren. Die einzelnen Schachtbohrverfahren werden unterteilt in Verfahren mit Gestänge und Verfahren ohne Gestänge. Viele Verfahren sind auf der Basis der Verfahren von Kind & Chaudron und Honigmann entwickelt worden. So wurde ein Schachtbohrverfahren von der Firma Lippmann & Co. entwickelt. Dieses Lippmann-Mauget-Verfahren hat Ähnlichkeiten mit dem Verfahren von Kind & Chaudron. Bei den Verfahren mit Gestänge sind Verfahren wie das Raise boring, das Down-Reaming und das Lufthebeverfahren entwickelt worden. Das Lufthebeverfahren ist eine Weiterentwicklung des Honigmannverfahrens. Für standfestes und nichtstandfestes Gebirge wird das Rotary-Bohrverfahren eingesetzt. Bei den Verfahren ohne Gestänge wird der Schacht entweder mit einer hängenden Gesenkbohrmaschine oder einer Schachtabsenkanlage erstellt.

## Anwendung
Beim Bohren eines Schachtes wird unterschieden zwischen dem Erbohren in einem Zuge und dem Schachtbohren auf Vorbohrloch. Beim Erbohren in einem Zuge wird der Schacht ohne ein Vorbohrloch erstellt. Beim Schachtbohren mit Vorbohrloch wird zunächst ein Vorbohrloch mit einem kleineren Durchmesser erstellt. Dieses Vorbohrloch wird überwiegend als Kernbohrung ausgeführt und über die geplante Schachtendteufe erstellt. Dadurch lassen sich die jeweiligen Deckgebirgsverhältnisse und eventuelle Störungen im Vorfeld des zu erstellenden Schachts erkunden. Falls der zu erbohrende Schacht bereits mit einem Grubenbau unterfahren ist, wird der Schacht auf diesen Grubenbau vorgebohrt. Nachdem das Vorbohrloch erstellt ist, wird dann der Schacht in seinem vollen Durchmesser erstellt. Das Gestänge wird dabei, je nach Bohrverfahren, entweder abwärts oder aufwärts gezogen. Wird beim Schachtbohren das Gestänge abwärts gezogen, so bezeichnet man dieses Verfahren als Gesenkbohren. Wird das Gestänge aufwärts gezogen, so nennt man dies Aufbruchbohren. Das Bohren ohne Gestänge erfolgt stets von oben nach unten als Gesenkbohren. Das Bohrklein wird entweder im Schacht nach oben gespült oder es fällt durch das Vorbohrloch auf die Sohle des Grubenbaus und wird von dort abgefördert. Abschließend wird der erbohrte Schacht mit einem entsprechenden Schachtausbau versehen.